# Magazin
Magazin je chorvatská popová skupina ze Splitu. Skupina byla založena v roce 1979 pod názvem Dalmatinski magazin a rychle se začala prosazovat na místních festivalech populární hudby svými písněmi ovlivněnými dalmatskou lidovou hudbou. Kapelu v současné době tvoří zpěvák Andrea Šušnjara, kytarista Željko Baričić a baskytarista Nenad Vesanović Keko. Baričić je jediným aktivním zakládajícím členem, přestože Vesanović dosud vystupoval na každém albu.

## Dějiny
Kapela je nástupcem skupiny Mladi Batali, která byla založena v roce 1966. Původní název Dalmatinski Magazin byl zkrácen na Magazin v roce 1982 poté, co z kapely odešla zpěvačka Majda Šoletić. Jejich postupný vzestup popularity pokračoval i v 80. letech řadou festivalových vítězství. Ale jejich vrcholu popularity bylo dosaženo, když Ljiljana Nikolovska byla hlavní zpěvačkou kapely. Lídr a skladatel Tonči Huljić začal do svých písní vkládat prvky lidové hudby jiných evropských zemí. Magazin se stal jednou z nejpopulárnějších hudebních skupin v Chorvatsku. Magazin celosvětově prodal více než 15 milionů alb, což je nejvíce na jugoslávské poměry. Jejich největší hity jsou „Put putujem“, „Ti si želja mog života“, „Oko moje sanjivo“, „Sve bi me curice ljubile“ (Všechny dívky by mě políbily), "Balkanska ulica" (Balkánská ulice), "Istambul", "Zna srce, zna" (Srdce ví, ví), "Sve bi seke ljubile mornare" (Všechny dívky by chtěly políbit námořníky ), "Boli me" (Bolí to), "Besane noći" (Bezesné noci) a mnoho dalších. Většina z těchto písní je v Chorvatsku považována za klasiku. Skupina vyhrála první iteraci Dory v roce 1992 s písní „Aleluja“, ale Chorvatsko nebylo způsobilé soutěžit v soutěži Eurovision Song Contest. Později se v roce 1995 přihlásili do soutěže Eurovision Song Contest s písní „Nostalgija“.

## Členové

### Současní členové
- Željko Baričić – kytara (1979–dosud)
- Nenad Vesanović – Keko – basová kytara (1979–současnost)
- Lorena Bućan – zpěv (2024–současnost)

### Dřívější členové
- Igor Biočić – basová kytara (1979)
- Zoran Marinković – bicí (1979–1984)
- Miro Crnko – klávesy (1979–1992)
- Tonči Huljić – klávesy (1979–2006)
- Ante Miletić – bicí (1984–2013)
- Ivan Huljić – klávesy (2006–2014)

### Bývalé vokály
- Majda Šoletić – zpěv (1979–1982)
- Marija Kuzmić – zpěv (1982–1983)
- Ljiljana Nikolovska – zpěv (1983–1990)
- Danijela Martinović – zpěv (1991–1996)
- Jelena Rozga – zpěv (1996–2006)[3]
- Ivana Kovač – zpěv (2006–2010)
- Andrea Šušnjara - zpěv (2010–2024)

## Diskografie
- 1982 – Slatko stanje
- 1983 – Kokolo
- 1984 – O, la, la
- 1985 – Piši mi
- 1986 – Put putujem
- 1987 – Magazin
- 1988 – Besane noći
- 1989 – Dobro jutro
- 1991 – Da mi te zaljubit u mene
- 1993 – Došlo vrijeme
- 1994 – Simpatija
- 1996 – Nebo boje moje ljubavi
- 1998 – Da si ti ja
- 2000 – Minus i plus
- 2002 – S druge strane mjeseca
- 2004 – Paaa..?
- 2007 – Dama i Car
- 2008 – Bosa n Magazin
- 2014 – Mislim pozitivno